# Trismegistia brauniana
Trismegistia brauniana là một loài Rêu trong họ Sematophyllaceae. Loài này được (Bosch & Sande Lac.) M. Fleisch. miêu tả khoa học đầu tiên năm 1923.